# Війна Візантія з Віфінією та Родосом
Війна Візантія з Віфінією та Родосом – військовий конфлікт на початку 220-х років до н.е., спровокований намаганнями Візантія взяти під контроль чорноморську торгівлю.

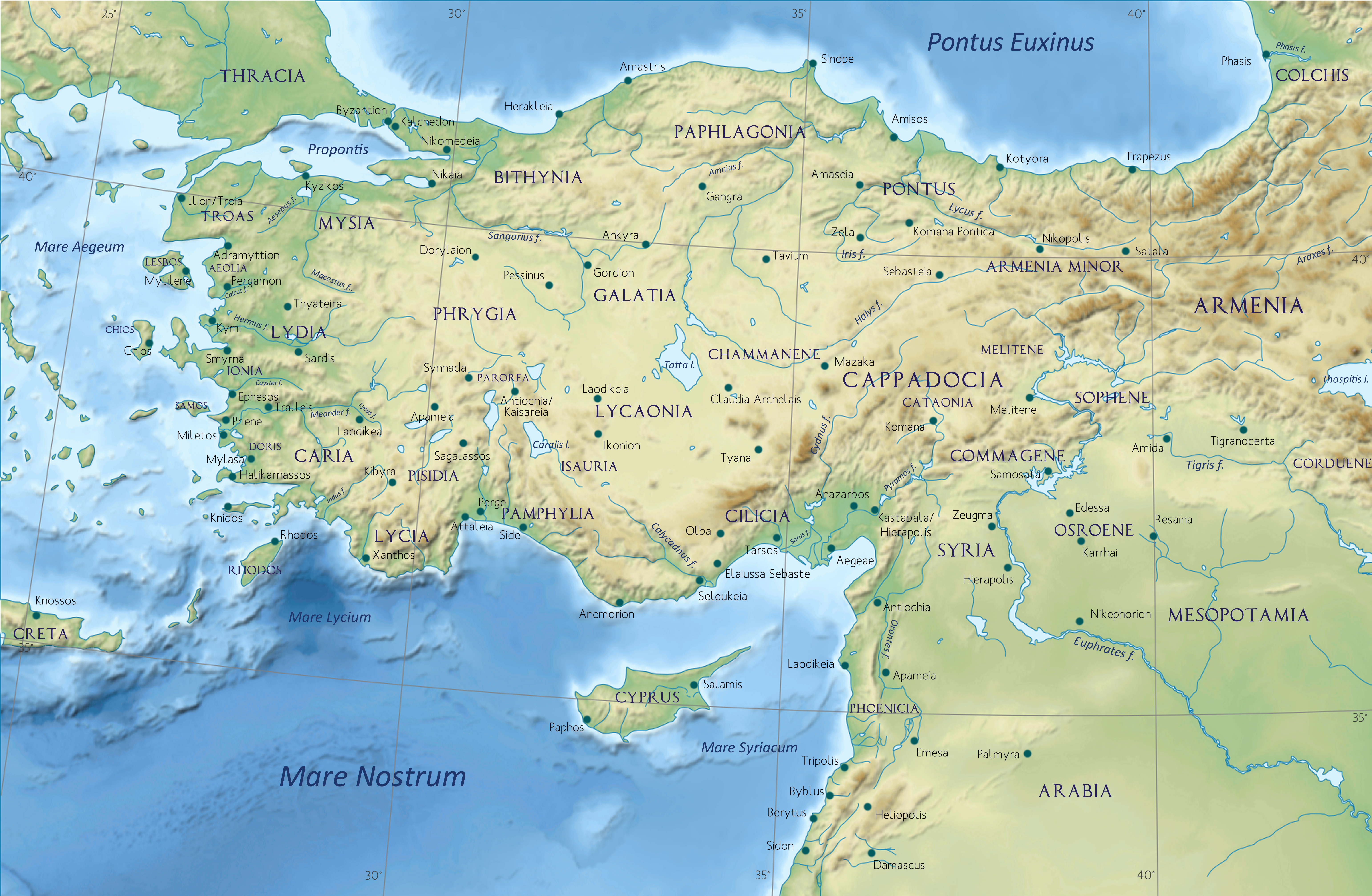
Карта Малої Азії з позначеними на ній Візантієм, Родосом та Віфінією. Також позначені столиці Аттала Пергам та Ахея Сарди

Розташування Візантію на узбережжі протоки Босфор дозволяло цьому потужному грецькому полісу контролювати рух суден в та з Чорного моря. Перебуваючи у союзі із Гераклеєю Понтійською та єгипетськими Птолемеями, Візантій був здатен чинити спротив навіть потужному царству Селевкидів (війна Північної ліги, кампанія Антіоха II), а також нав’язувати свої умови іншим грецьким полісам Понта (наприклад, під час війни з Каллатісом та Істрією). Втім, при цьому Візантій перманентно мав проблеми з галатами, котрі у 270-х роках до н. е. осіли в Добруджі та займались грабунком елліністичних міст. Певний час  візантійці відкуповувались від цих нападників подарунками, а у підсумку були вимушені згодитись на щорічну данину у 80 талантів. Лише таким чином вони могли займатись сільським господарством на належних їм землях, котрі вирізнялись особливою врожайністю.
Оскільки більшість грецьких міст відмовились допомогти візантійцям, вони почали стягувати мито за прохід торгівельних суден до чи з Понту. Це своєю чергою викликало війну з Родосом, торгівля якого сильно страждала від обтяжливих мит. На стороні родосців також виступив віфінський цар Прусій, котрий був незадоволений політикою візантійців – останні намагались примирити пергамського царя Аттала та Ахея, котрий відносився до бічної гілки Селевкидів та оголосив себе царем у їх малоазійських володіннях. До того ж, віфінця обурювала висловлена по відношенню до нього зневага, оскільки візантійці не поспішали встановити обіцяні статуї на честь Прусія та взяли участь у влаштованих Атталом релігійних святкуваннях, при тому що проігнорували подібну подію у Віфінії. 

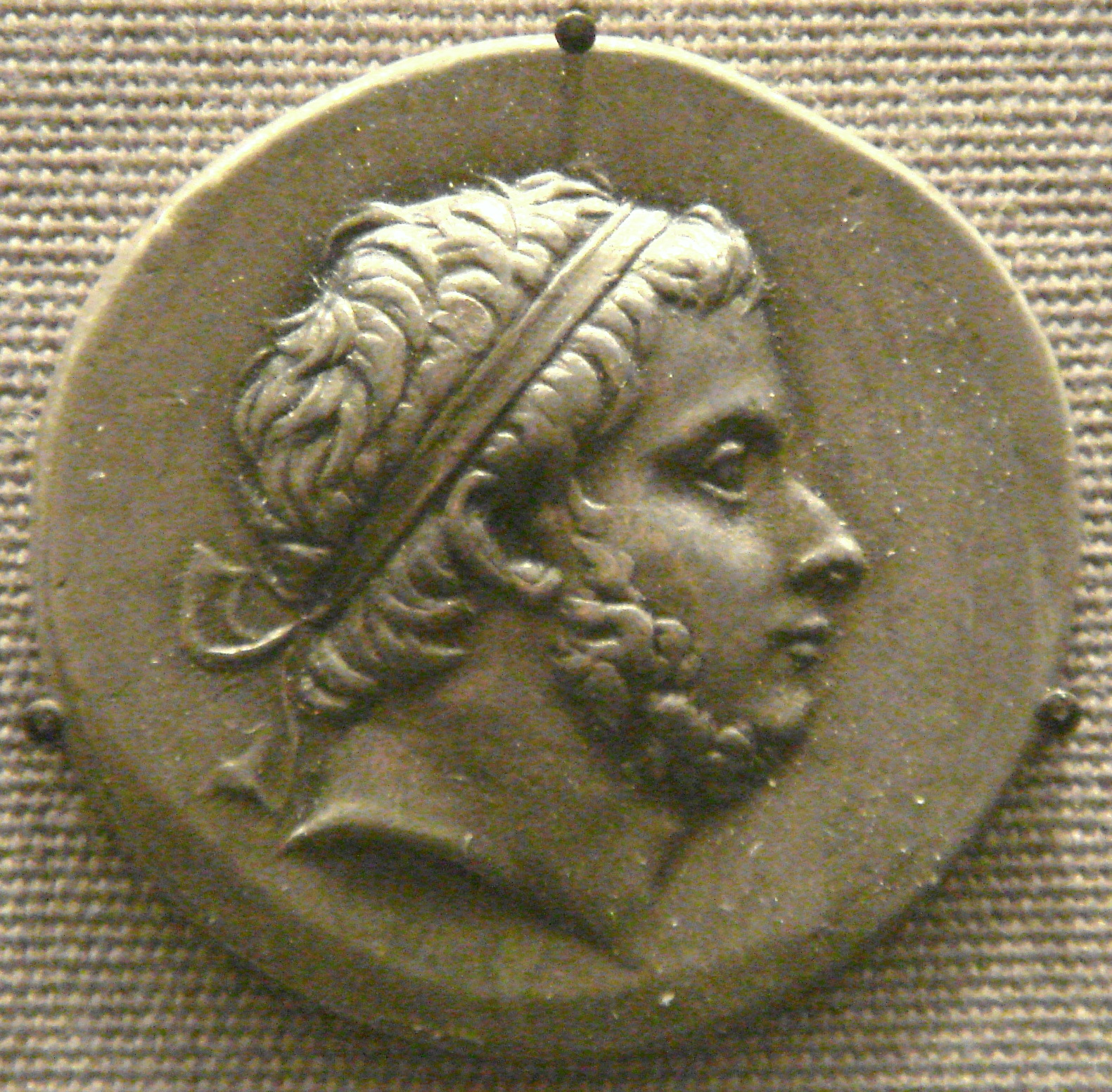
Прусій I

Візантійці, в свою чергу, звернулись за допомогою до Аттала та Ахея. Обидва вони обіцяли підтримку, проте сам Аттал перед тим зазнав невдач у війні з Ахеєм та залишився лише зі своїми спадковими володіннями.
У відповідності до домовленостей союзників, Прусій узяв на себе бойові дії на суходолі та зміг відібрати у Візантію володіння на малоазійському узбережжі Пропонтиди у Місії. Крім того, неподалік від протоки Босфор він оволодів Гієром, котрий десятком років раніше візантійці придбали у Селевка II за значні кошти. Останній за наказом Прусія зрили, оскільки вважали його невигідно розташованим на випадок наступу підтриманого Візантієм претендента на віфінський престол Зіпойта (дядька царя Віфінії). На європейській стороні протоки найняті Прусієм фракійці також тіснили візантійців та заважали їм виходити за межі міста.
Родосці зі своєї сторони узялись за війну на морі, для чого спорядили шість своїх кораблів, до яких приєднались чотири отримані від союзників. Ця ескадра під командуванням Ксенофонта увійшла до Геллеспонту та стала на якір біля Сеста, де зайнялась контролем судноплавства. Втім, оскільки візантійці жодним чином не відреагували, через якийсь час Ксенофонт вирушив назад до Родосу (при цьому три судна ескадри відправили на допомогу союзному критському місту Кноссу, котре вело Літтійську війну з іншими полісами острова).
Візантійці для протидії ворогу запросили із Македонії згаданого вище Зіпойта, котрому обіцяли підтримку у боротьбі за престол. Крім того, вони затято боролись з розрахунку на обіцяну Ахеєм допомогу. Щоб запобігти останньому, родосці звернулись до єгипетського царя. Попередні правителі з династії Птолемеїв, котрі розбудовували свою морську торгівельну імперію, мали гарні відносини як з Родосом, так і з Візантієм. Наразі ж уряд Птолемея IV схилився до підтримки родосців та, після певних коливань, відпустив утримуваного в Єгипті батька Ахея Андромаха. Цим родосці надали Ахею велику послугу та відірвали його від союзу з візантійцями.
Мешканці Візантію залишились не лише позбавленими надії на втручання могутнього союзника, але й зазнали невдачі у роздмухуванні віфінської династичної суперечки – на своєму шлях через Фракію Зіпойт раптово помер. Так візантійців змусили піти на примирення і скасувати мита з суден за прохід через Босфор. Прусій зобов'язався повернути  Візантію без окупу захоплені землі, укріплення (разом з узятою там метальною зброєю), полонених та навіть вивезені з Гієра камені, черепицю та деревину.
Можливо також відзначити, що мир досягли за посередництва Кавара, царя кельтської держави, котра так обтяжувала візантійців своєю даниною. При цьому всього за кілька років по тому фракійці здобули над галатами Добруджі рішучу перемогу та знищили їх царство.
Як показали сучасні дослідження, після 220—218 рр. до н. е. відбулась значна активізація родоського експорту до регіону Чорного моря, що засвідчують знайдені під час розкопок укупорки амфор.